# 로마이비치 제도

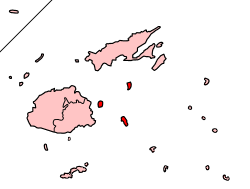

로마이비치 제도(Lomaiviti Islands, IPA: [lomaiˈβitʃi])는 피지의 군도로 행정 중심지는 로마이비치이며 면적은 411km2, 인구는 16,214명(1996년 기준)이다. 행정 구역상으로는 로마이비치주에 속한다. 7개의 큰 섬과 여러 개의 작은 섬들로 구성되어 있는데 섬 대부분은 거의 무인도이다. 1871년부터 1877년까지 피지의 수도였던 레부카가 이 곳에 위치한다.